# 渡辺治右衛門

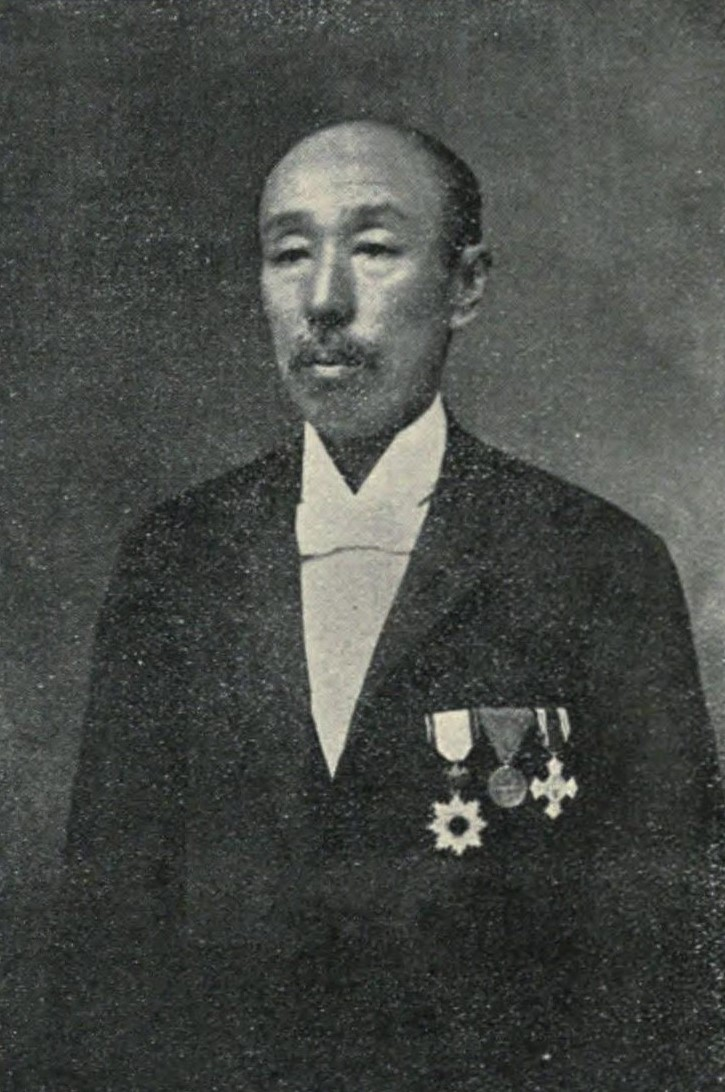
渡辺治右衛門

9代渡辺 治右衛門（渡邊 治右衞門、わたなべ じえもん、1848年1月3日（弘化4年11月27日）- 1909年（明治42年）11月15日）は、日本の実業家、政治家。貴族院多額納税者議員。幼名・新太郎。

## 経歴
武蔵国江戸日本橋の豪商、明石屋・8代渡辺治右衛門の長男として生まれる。慶応3年（1867年）家督を相続し9代・治右衛門を襲名。
その後、多くの企業の設立に参画し、東京商社頭取、通商司北海道産物掛頭取、第二十七国立銀行頭取、東京商法会議所議員、東京商工会創立委員、水産伝習所参事員、(有) 東京湾汽船会社相談役、深川電灯評議委員、東京馬車鉄道取締役、磐城炭鉱取締役、浦賀船渠取締役、東京瓦斯監査役などを務めた。
その他、東京府会議員、日本橋区会議員を歴任し、1890年（明治23年）9月29日に貴族院多額納税者議員に任じられ、1897年（明治30年）9月28日まで在任した。
1909年11月15日、静養中の神奈川県大磯町の別荘において、喘息に心臓麻痺を併発して死去。

## 親族
- 新太郎 - 第9代渡辺治右衛門
- （婚族）-
  - 渡辺源次郎 - 二男。第10代渡辺治右衛門[1][7]
  - 渡辺勝三郎 - 三男。東京瓦斯社長[8][9]
  - 渡辺四郎 - 四男。実業家・鉄道記録写真作成者[8][10]
  - 若子 - 娘
  - 娘婿:渡辺六蔵 (久米良作弟)
  - （婚族）安藤楢六 - 小田急電鉄名誉会長
- 渡辺福三郎 - 弟。実業家、貴族院多額納税者議員[11]